# Meinbrexen
Meinbrexen ist ein von Lauenförde eingemeindetes Dorf im Landkreis Holzminden (Niedersachsen).

## Geographie
Das Dorf liegt auf der westlichen Seite des Sollings im oberen Wesertal an der Straße von  Lauenförde nach Fürstenberg. Der Weserradweg führt vorbei.

## Geschichte

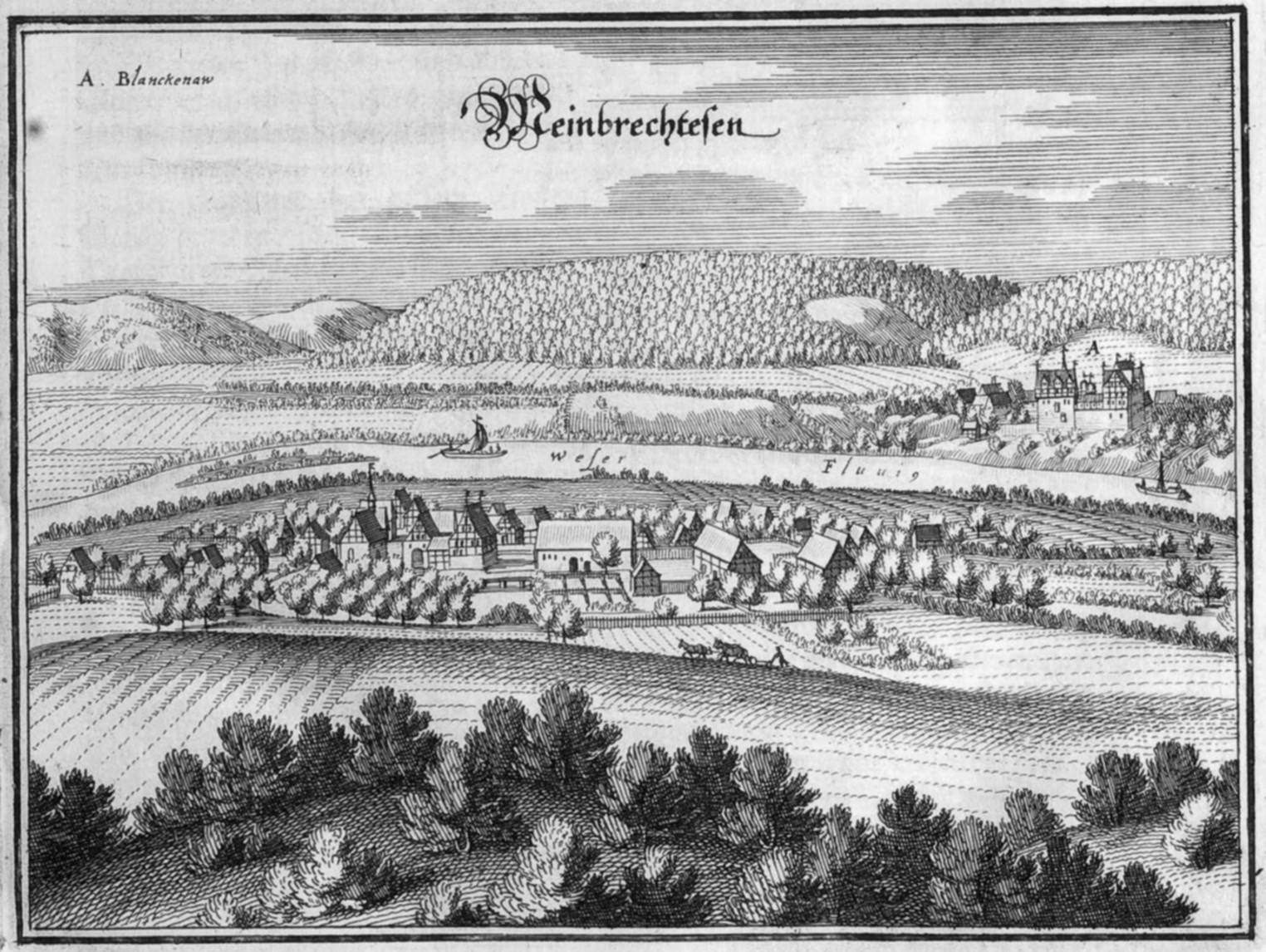
Meinbrexen im 17. Jahrhundert

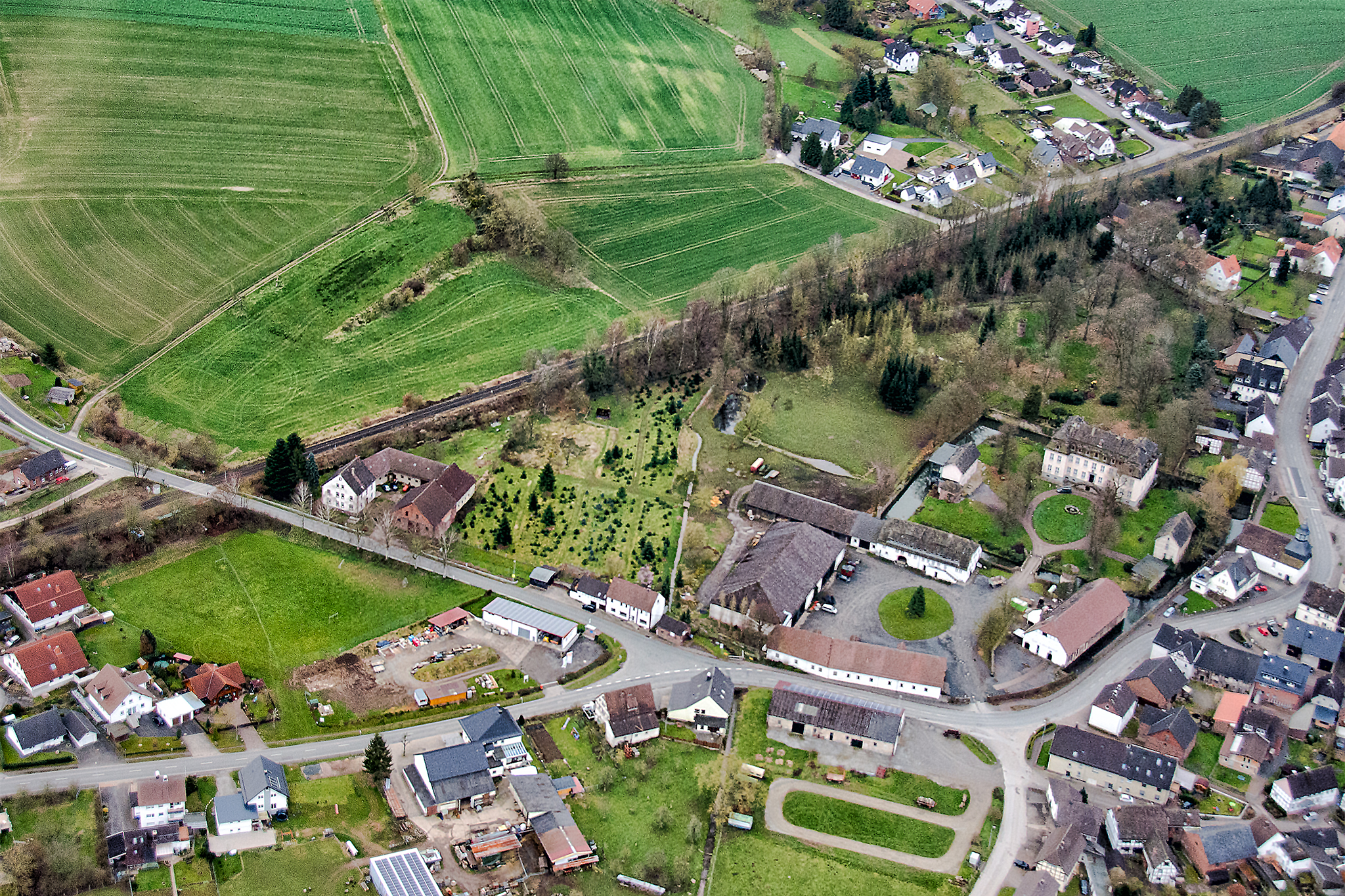
Herrenhaus Meinbrexen

1222 wurde der Ort erstmals urkundlich erwähnt. Er gehörte zum Besitz der Grafen von Dassel. Nach dem Verkauf Nienovers verpfändete Herzog Albrecht II. das Gut 1309 an Wasmod von Hagen. Die Ritter von Hagen, die auch in Bevern, Fürstenberg, Nienover, Sohlingen, Uslar und Würgassen begütert waren, starben 1575 aus. Daher ging Meinbrexen als Lehen an Statius von Münchhausen. 
Im Dreißigjährigen Krieg (1618–1648) wird das Gut wiederholt geplündert. 
1696 kaufte das auch in Lütmarsen und Sohlingen begüterte Geschlecht von Mansberg, das zwei Jahre zuvor in den Adelsstand erhoben worden war, das Rittergut für 22 000 Taler und baute 1699 das Herrenhaus.
Um das Gut entstand letztlich das Dorf, das neben Derental der südlichste Ort im Fürstentum Braunschweig-Wolfenbüttel war.

## Verkehr
Meinbrexen liegt an der Landesstraße 550 sowie an der Sollingbahn. Der dortige Haltepunkt ist stillgelegt.

## Kultur und Sehenswürdigkeiten

### Bauwerke

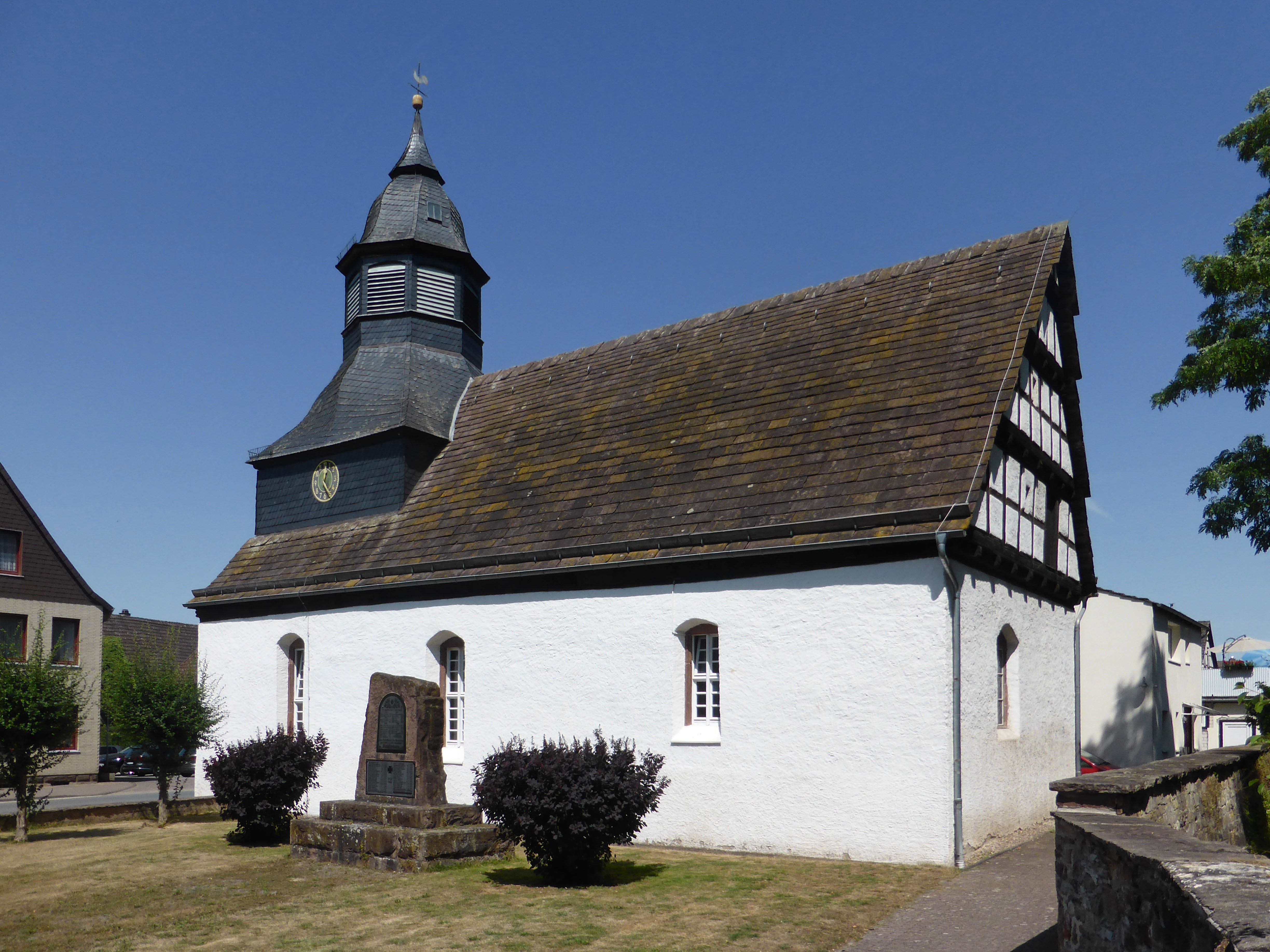
Kirche

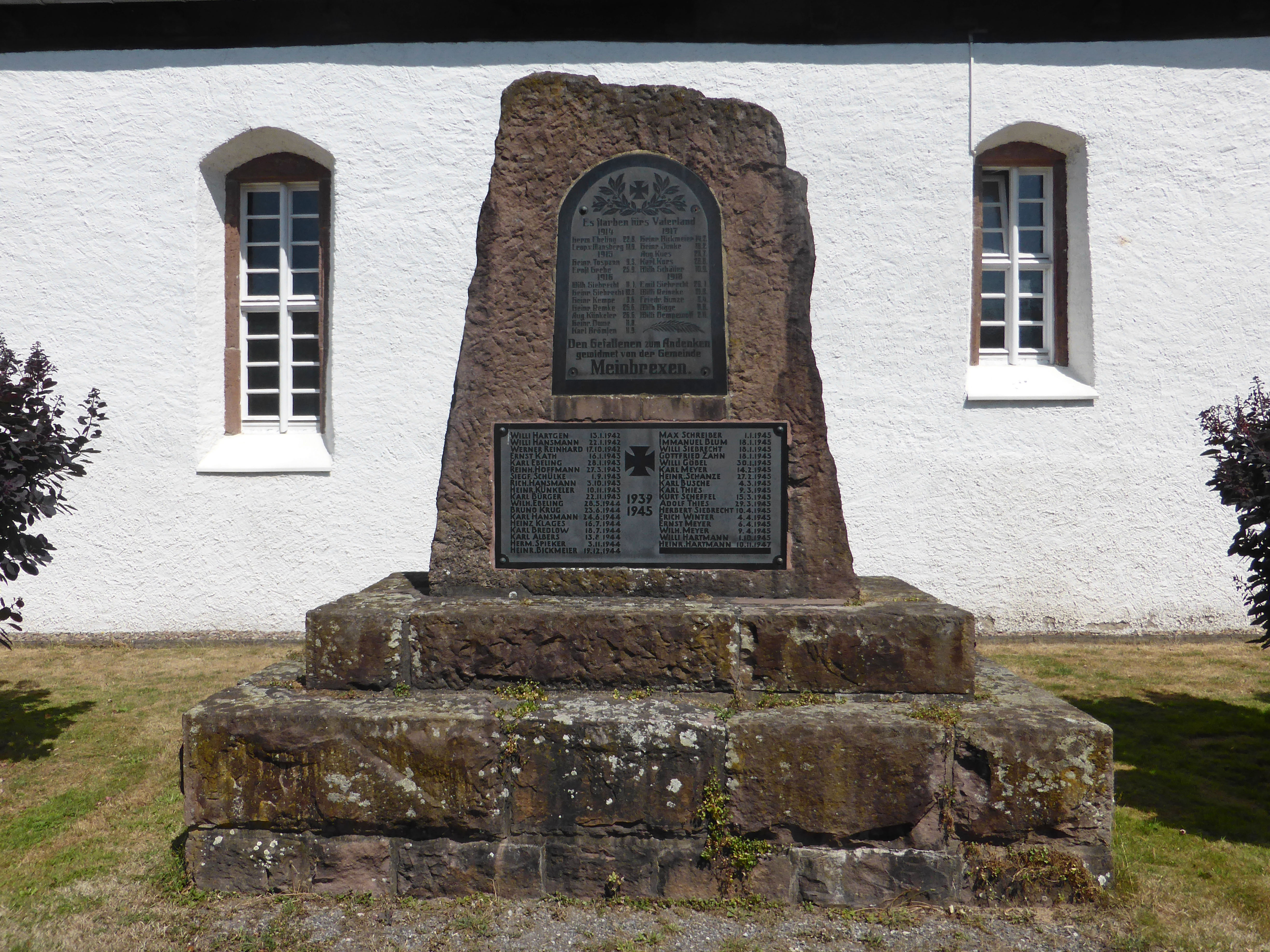
Kriegerdenkmal

#### Herrenhaus
Das 1699 erbaute zweistöckige Herrenhaus, über hohem Kellergeschoss mit Mansarddach, ist Teil einer barocken Gutsanlage und von einem Wassergraben umgeben.
Der Park des ehemaligen Ritterguts wurde, einer Mode des Zeitalters der Aufklärung entsprechend, im Grundriss als Versinnbildlichung der Lehren der Freimaurer wahrscheinlich im 18. Jahrhundert angelegt. Eine im Grundgedanken vergleichbare Anlage ist der Eutiner Schlossgarten. Später verfiel der Park in Meinbrexen. Erhalten haben sich das Wegesystem in Form einer Setzwaage als Symbol der Gleichheit aller Menschen, ein steinerner Turm als Symbol der Stärke und die Ruine eines Teehauses. Heute befindet sich der Park in einer Phase der Wiederherstellung.

#### Kirche
Die Kirche Johannes der Täufer und ihre in Resten erhaltenen Wandmalereien stammen vom Ende des 16. Jahrhunderts. Das Dach wurde 1737 durch Blitz zerstört und dann wieder mit Sollingplatten gedeckt. Der Dachreiter ist verschiefert. Das Patronat liegt bei den Gutsbesitzern. Die Gemeinde gehört zum evangelisch-lutherischen Kirchenkreis Holzminden-Bodenwerder.
Neben der Kirche steht das Kriegerdenkmal, das an die Gefallenen der beiden Weltkriege aus Meinbrexen erinnert.

### Vereinsleben
- Der Gesangverein wurde 1866 gegründet.
- Die Freiwillige Feuerwehr Meinbrexen wurde 1874 gegründet.
- Der Angelsportverein wurde 1955 gegründet.

## Persönlichkeiten
- Heinrich Hansmann (1883–1960), Maurer, Gewerkschafter, Politiker (USPD, VSPD), Mitglied des Braunschweigischen Landtages (1922–1924)

## Printmedien
- Constanze von Laer, Dorothee Gräfin von Walderdorff: Zeichen der Zeit. Das Rittergut Meinbrexen an der Weser. In: Deutsches Adelsblatt, Nr. 2 (Titelthema), 15. Februar 2022, ISSN 0012-1193, S. 22–28.